# Veljko Čubrilović
Veljko Čubrilović, serbiska Вељко Чубриловић, född 6 juli 1886 i Bosniska Gradiška, död  3 februari 1915 i Sarajevo, var en bosnienserbisk lärare och journalist som dömdes till döden för att ha varit inblandad i sammansvärjningen bakom mordet på Österrike-Ungerns tronföljare Franz Ferdinand 1914.
Čubrilović och hans yngre bror Vaso var båda medlemmar i det revolutionära nätverket Unga Bosnien, vars mål var att skilja Bosnien från Österrike-Ungern och skapa en jugoslavisk stat genom förening med Serbien.

## Biografi
Veljko arbetade som lärare och skrev artiklar i en serbisk tidning. På fritiden startade han en idrottsförening med namnet Соко (Falken). Han var lyckligt gift med Jovanka och de hade en nyfödd dotter, Nada.
I mars 1914 offentliggjordes ärkehertig Franz Ferdinands kommande statsbesök i Sarajevo. Gavrilo Princip och Nedeljko Čabrinović, två 19-åriga revolutionärer ur Unga Bosnien, beslöt sig för att mörda hertigen. En konspiration sattes igång och bröderna Čubrilović blev snart inblandade. Vaso rekryterades som attentator av sin kamrat Lazar Djukić, och den äldre Veljko fick i uppdrag att organisera attentatsmännens resa från Serbien, där dessa för tillfället befann sig, till Bosnien. Det måste ske så diskret som möjligt eftersom de hade med sig vapen.
Čubrilović ordnade nattlogi och bitvis hästskjuts åt konspiratörerna Gavrilo Princip, Nedeljko Čabrinović och Trifko Grabež och trodde sedan att hans del i sammansvärjningen var avslutad, men han hade fel. Efter att Franz Ferdinand den 28 juni 1914 skjutits av Gavrilo Princip dröjde det inte länge förrän bröderna Čubrilović blev arresterade.
Rättegången hölls i oktober 1914. Omkring 25 unga män anklagades för mordet på ärkehertigen. Veljko Čubrilović  var den ende som aktivt begärde en advokat, och även om försvarsadvokaten Rudolf Cistler officiellt delades av alla anklagade var Čabrinović den ende som praktiskt anlitade honom.
Gavrilo Princip och Nedeljko Čabrinović  var de enda som använt sina vapen. De dömdes, tillsammans med Trifko Grabež, till 20 års fängelse. Enligt lagen kunde de inte dömas till döden då de varit minderåriga (under 20) då brottet begicks. Några av de äldre medhjälparna, däribland Veljko, hotades dock av dödsstraff. Hans advokat framställde honom under rättegången som en god människa och en kärleksfull familjefar. Čubrilović beskrev sig själv som en oskyldig, politiskt opartisk medborgare som blivit indragen i attentatet mot sin vilja. Han hävdade att Gavrilo Princip hotat hans familj och att han därför känt sig tvungen att göra konspiratörerna till viljes.
Domarna lät sig dock inte blidkas och Veljko dömdes till hängning. Han överklagade, vilket även sköt upp avrättningen för två andra, Danilo Ilić och Mihajlo Jovanović, men fick avslag. Natten före sin avrättning skrev Čubrilović ett brev till sin hustru Jovanka.
År 2006 intervjuades den då 93-åriga Nada av en tidning, och sade att hon var stolt över sin far och ansåg honom vara en jugoslavisk hjälte.